# Salvador Mendieta
Salvador Mendieta Cascante (Diriamba, 24 de marzo de 1879 - San Salvador, El Salvador, 28 de mayo de 1958) fue un líder unionista centroamericano y una figura literaria nicaragüense.

## Biografía

### Primeros años
Nació en Diriamba, el 24 de marzo de 1879, el seno de una familia de pequeños comerciantes conformada por Alejandro Mendieta Valverde y María de Jesús Cascante Gutiérrez. Cursó los estudios primarios en el reconocido Instituto Nacional de Oriente en la ciudad de Granada. En ese centro de estudios fue alumno del abogado del conservadurismo José María Borges y de José María Izaguirre –pedagogo cubano, compañero de Céspedes y amigo de José Martí,– quien había emigrado a Nicaragua luego de la firma de la Paz de Zanjón.
En 1892, Mendieta fue enviado por sus padres a continuar sus estudios al Instituto Nacional de Varones en la ciudad de Guatemala como alumno externo. En el Instituto de Varones de Guatemala, Mendieta lideró en 1894 la formación de la primera sociedad estudiantil unionista. A partir de entonces, se integró a la comunidad estudiantil de los institutos de educación media formada por jóvenes oriundos de distintas partes del istmo. La sociedad tuvo una existencia efímera, pues en julio de ese año se clausuró cuando Mendieta fue expulsado del Instituto por orden del general José María Reina Barrios (1892-1898) junto a sus compañeros por promover un movimiento contra el director. Meses después ingresó al Instituto de San Salvador para concluir los estudios secundarios. El Instituto era dirigido por Gustavo Radlach y el doctor José Emilio Alcaide, que tuvieron una gran influencia en la formación de Mendieta. En ese centro educativo, formó una nueva sociedad estudiantil unionista semejante a la de Guatemala y denominada Minerva, que impulsaba el diálogo entre los jóvenes de los diferentes países centroamericanos.

### Vida política y literaria
A fines de 1897, Mendieta regresó a Guatemala para iniciar estudios universitarios. Mendieta ingresó a la Facultad de Derecho y Notariado de la Universidad de San Carlos de Guatemala. Fundó junto con otros compañeros –el 18 de junio de 1899– la sociedad estudiantil “El Derecho” con la participación de un grupo de estudiantes de leyes, ingeniería y de medicina. Las actividades políticas de Mendieta y sus compañeros de estudio muestran la actividad política de una joven intelectualidad unionista en los institutos de educación media y en las universidades de la región en los albores del siglo XX. Para entonces, en Guatemala se vivía una situación de inestabilidad política: acababan de pasar las revoluciones de Oriente y Occidente y había una aguda crisis económica y bajos precios del café.
En marzo de 1902, Salvador Mendieta regresó a Nicaragua, donde ejerció la abogacía y estableció otras sociedades unionistas y donde fundó el Diario Centroamericano, y colaboró con otros compañeros en campañas en pro de la unión política centroamericana. En esta época fundó el Partido Unionista Centroamericano (PUCA) y escribió su primer libro –Páginas de unión,– con el cual se iniciaría el planteamiento de una innovadora propuesta política en busca del restablecimiento de la unión centroamericana, que analizaremos en detalle más adelante.
Durante la efímera administración de José Madriz (1909-1910) en Nicaragua, Mendieta se desempeñó como secretario de la Presidencia y sería entonces cuando fue enviado en misión diplomática a Costa Rica para promover la unión de Centroamérica. De regreso en Nicaragua, ya concluido el gobierno de Madriz, se dedicó a su profesión y a sus labores unionistas. En 1912, dirige el diario El independiente y promueve la primera Convención Nacional del Partido Unionista Centroamericano. También publicó varios trabajos: El Partido Unionista Centroamericano, Cómo estamos y qué debemos hacer y una serie de relatos con el título Cuentos caciquistas centroamericanos.
Luego, en 1913, Mendieta, como director del periódico La Tribuna, enfrentó la censura y el cierre de su medio. Fue acusado de conspirar contra el gobierno y puesto en prisión por siete meses en la Penitenciaría de Managua (de octubre de 1913 a mayo de 1914) y 33 días más en la cárcel de la ciudad de Jinotepe (del 14 de agosto a 17 de septiembre de 1914). Ello implicó un duro golpe a su patrimonio personal y al del Partido Unionista Centroamericano. Luego de abandonar la prisión, Mendieta y un grupo de correligionarios realizan esfuerzos para impedir la desaparición del PUCA. Fundaron la Cátedra de Estudios de Centroamérica y promovieron la transformación del partido en un frente de defensa de la soberanía centroamericana. En 1921, a raíz de la nueva tentativa, se reunió en Tegucigalpa, Honduras, una asamblea nacional constituyente. En esa ocasión, el gobierno pro unionista de Carlos Herrera (1920-1921), de Guatemala, nombró a Mendieta como su representante.
Durante la administración del doctor Juan Bautista Sacasa (1933-1934) en Nicaragua, Mendieta se desempeñó como inspector general de Instrucción Pública y profesor de Historia de Centroamérica en el Instituto Ramírez Goyenaga, y de Derecho Constitucional y Administrativo de la Escuela de Derecho de Managua. En el transcurso de 1938 a 1940 Salvador Mendieta formó parte de la Comisión Legislativa de Nicaragua y al ser creada la Universidad Central de Nicaragua en tiempo de la dictadura de Anastasio Somoza García (1937-1957), fue designado rector de esa casa de estudios. Pero en ese cargo permaneció un año ya que poco después la universidad fue clausurada por considerársela foco de intranquilidad. En su separación de la rectoría medió la oposición del gobierno de Somoza y de Jorge Ubico, de Guatemala, a los esfuerzos de Mendieta para reunir la cuarta convención nacional del Partido Unionista Centroamericano, luego de más de 22 años de realizada la Tercera Convención Nacional del PUCA.
En 1945, el líder unionista enfermó gravemente y se trasladó a una clínica en Nueva Orleans, Estados Unidos. De regreso en Centroamérica, los constantes desacuerdos con el gobierno de Anastasio Somoza García, convencieron a Mendieta de abandonar Nicaragua y de radicarse en El Salvador. El exceso de trabajo minó la salud del líder unionista. En su libro Testamento Político manifestó su profunda decepción por el fracaso propio, que para él significaba la permanencia de la división del istmo en cinco repúblicas.

## Fallecimiento
Falleció en San Salvador, El Salvador, el 28 de mayo de 1958 a los 79 años de edad.

## La Enfermedad de Centro América
Es de particular importancia comentar el interés de los textos de Mendieta reunidos bajo el título La Enfermedad de Centro América, considerado la obra monumental de Mendieta debido a lo extenso del estudio –de más de 1.500 páginas,– y al minucioso análisis de la realidad centroamericana, pero también a su publicación en la prestigiosa Tipografía Maucci de Barcelona, España, que le dio cierta difusión internacional. La Enfermedad de Centro América es una serie conformada por tres tomos: el primero, referente al sujeto de estudio y a los síntomas de su dolencia; el segundo, a los orígenes y diagnóstico; y el tercero, a la terapéutica.
La enfermedad de Centro América fue definida por su autor como el manifiesto de la ideología unionista y como un texto de regeneración social y política de la región. El título, enfoque y preocupaciones inscriben la obra en el contexto de la corriente ensayista latinoamericana inspirada en el positivismo y el darwinismo social, presentes en un amplio número de obras precedentes, entre las cuales podemos citar El triste provenir de las naciones hispanoamericana, del mexicano Francisco Bulnes (1899); Continente enfermo, del venezolano César Zumeta (1899); Pueblo enfermo, del boliviano Alcides Arguedas; Manual de Patología Política, del argentino Agustín Álvarez (1899); Enfermedades Sociales, de Manuel Ugarte (1905); el libro del sociólogo e historiador brasileño Mantel Bomfim, A América Latina: Males de Origen, y Nuestra América: Ensayo de Psicología Social, del argentino Carlos Octavio Bunge (1903).

## Obras
- Tratado de Educación Cívica centroamericana. Managua, Nicaragua: Talleres Nacionales de Managua. (1958)
- Obras del doctor Salvador Mendieta. San Salvador, El Salvador: Talleres Gráficos Cisneros. 6 vols. (1936)
- El problema unionista de Centro América y los gobiernos locales. Quezaltenango, Guatemala: Francisco Ocheinta. (1930)
- La enfermedad de Centro América. Descripción del sujeto y síntomas de la enfermedad. Tomo I. Barcelona:Tipografía Maucci. (1934)
- La enfermedad de Centro América. Diagnóstico y orígenes de la dolencia, Tomo II. Barcelona:Tipografía Maucci. (1934)
- La enfermedad de Centro América. Terapéutica. Tomo III. Barcelona:Tipografía Maucci. (1934)